# 천지혜
천지혜는 대한민국의 텔레비전 드라마 작가이다. 

## 기타
- 《금혼령, 조선 혼인 금지령》 ... 원작 및 집필
- 《밀당의 요정》 ... 집필

### 드라마
- 2022년 ~ 2023년 MBC 금토 미니시리즈 《금혼령, 조선 혼인 금지령》 ... 원작 및 집필